# Escudo de Navas de Riofrío

Escudo de Navas de Riofrío

El escudo de Navas de Riofrío es el símbolo más importante de Navas de Riofrío, municipio de la provincia de Segovia, comunidad autónoma de Castilla y León, en España. Fue aprobado por la corporación municipal en el año 2001, y se trata de un anagrama municipal, sin valor histórico-jurídico y por ello no tiene carácter oficial.

## Descripción
Está inspirado en la relación del municipio con el Palacio Real de Riofrío, que justifican la corona real y la flor de lis (por la Casa de Borbón), así como el enclave del municipio en el monte, representado por un jabalí. Su descripción es:

Escudo de forma española. En agua del Río Frío, una flor de lis de oro y bajo ella un jabalí de plata. Al timbre, corona real cerrada.